# Pieter Abraham de Rochefort
Pieter Abraham de Rochefort (Leens, 4 maart 1839 - Wehe, 31 juli 1923) was een Nederlandse burgemeester.
De Rochefort was de oudste zoon van arts Lodewijk Anthonie de Rochefort (1813-1853) en Henriette Wilhelmina Vinckers (1818-1878). 
Hij was 45 jaar lang burgemeester, eerst van Ezinge (1867) en vervolgens van Leens (1870). Hij trouwde in 1873 met Klasina Wierenga (1831-1910), die weduwe was van zijn voorganger mr. Wolther Wolthers. De Rochefort werd toen hij 70 jaar was benoemd tot ridder in de Orde van Oranje-Nassau (1909). Hij overleed op 84-jarige leeftijd.